# 般若台題記
般若台題記（はんにゃだいだいき）とは、中国の唐代後期、李陽冰によって大暦7年（772年）にものされた磨崖。「般若台記」「般若台銘」とも呼ばれる。李陽冰の代表作の一つである。
現物は今も彫られた烏石山（烏山）の絶壁に存在する。

## 刻字の事情
この題記が彫られたのは現在の福建省省都・福州市鼓楼区にある烏石山（烏山）である。同山は山のあちこちに仏教寺院が建立されている信仰の山で、「般若台」もそのような寺院の一つであった。
この般若台の周辺にかつて僧が訪れ、般若経を読誦したという伝説があった。これに基づき、著作郎・監察御史の李貢という人が大暦7年（772年）に「般若台」を建立。この時に記念としてすぐ近くの崖に刻まれたのが「般若台題記」である。

## 碑文と書風
碑文は篆書で、1行8字、全4行からなる。ただしみっしりと字がつまっているわけではなく、最初の行は3字、最後の行は5字で、文字数は全部で24字となる。また1行目の下の部分には楷書で「住持僧惠攝」と刻まれている。
内容は「般若臺。大唐大暦七年。著作郎兼監察御史李貢造。李陽冰書」と寺院名と建立者の名前を記しただけの簡潔なものである。
書風については、秦代に行われていた本来の篆書を髣髴とさせるような、格調高さと威厳を持った書風となっている。特に拓本を採ることすら難しい絶壁に刻されている姿は、その生真面目な書法とあいまって、見るものを威圧するような雰囲気を持つ。少字数であるが、篆書による本格的な書道を創始した李陽冰の面目躍如の書である。

## 研究と評価
この題記は刻字当初から知られ、李陽冰の「四絶」の一つに数えられるなど代表作として著名であった。しかし書としての研究が始まったのは清代の考証学発生以降、篆書が盛んに研究されるようになって以降のことである。
李陽冰は大量に書蹟を遺したが、そのほとんどは現在失われ、後世の模刻によってわずかにその姿を伝えているだけである。その中で確実に原刻として残されているこの題記は極めて貴重なものであり、少字数でありながら李陽冰の作風や当時の篆書による書道の姿を伝えるものとして、史料的にも書的にも高く評価されている。